# Федотово (Берёзовский район)
Федотово — деревня в Берёзовском районе Пермского края. Входит в состав Дубовского сельского поселения.

## Географическое положение
Расположена к северо-западу от райцентра, села Берёзовка.

## Население
| 2010 |
| ---- |
| 35   |

## Улицы
- Центральная ул.
- Федотова ул.

## Топографические карты
- Лист карты O-40-91 Усть-кишерть. Масштаб: 1 : 100 000. Состояние местности на 1980 год. Издание 1987 г.